# Chusaris indigna
Chusaris indigna är en fjärilsart som beskrevs av Alfred Ernest Wileman och Reginald James West 1930.
Chusaris indigna ingår i släktet Chusaris och familjen nattflyn. Inga underarter finns listade i Catalogue of Life.